# Łabowa
Łabowa este o arie protejată (sit de importanță comunitară — SCI) din Polonia întinsă pe o suprafață de 3.304,05 ha, integral pe uscat.

## Localizare
Centrul sitului Łabowa este situat la coordonatele 49°32′34″N 20°50′56″E / 49.5428°N 20.8488°E.

## Înființare
Situl Łabowa a fost declarat sit de importanță comunitară în martie 2007 pentru a proteja 1 specie de animale.

## Biodiversitate
Situată în ecoregiunile alpină și continentală, aria protejată conține 5 habitate naturale: Râuri de munte și vegetația erbacee de pe malurile acestora, Râuri de munte și vegetația lor lemnoasă cu Salix elaeagnos, Păduri de fag Luzulo-Fagetum, Păduri de fag Asperulo-Fagetum, Păduri aluvionare cu Alnus glutinosa și Fraxinus excelsior (Alno-Padion, Alnion incanae, Salicion albae).
La baza desemnării sitului se află o specie protejată de  mamifere: liliacul mic cu potcoavă (Rhinolophus hipposideros).